# Hans Füssli
Pour les articles homonymes, voir Füssli.
Hans Füssli, parfois en français Jean Fuessli, né à Zurich en 1477 et mort entre 1538 et 1548, est un réformateur suisse.

## Biographie
Issu d'une famille de fondeurs de cloches, frère de Peter Füssli, il se montre, à l'inverse de son frère, un partisan de Zwingli et rédige des vers en son honneur (1521) ainsi qu'un pamphlet contre Hieronymus Gebwiler, Antwort eines Schwytzer Purens (Réponse d'un paysan suisse, 1524), avec une préface de Zwingli.
Il laisse aussi une Chronique suisse qui s'étend jusqu'en 1519. 